# Équipe de France masculine de handball au Championnat d'Europe 2016
Cet article relate le parcours de l'Équipe de France masculine de handball lors du Championnat d'Europe 2016 organisé en Pologne du 15 janvier au 31 janvier 2016. Il s'agit de la 12e participation de la France aux Championnats d'Europe.
L'équipe de France se qualifie tranquillement pour la phase finale du championnat d'Europe en remportant tous ses matchs de qualification. En préambule à la compétition, elle obtient des résultats en demi-teinte lors des deux premières phases de la golden league sans que cela ne paraisse trop préoccupant étant donné l'absence de nombreux cadres et l'arrivée de jeunes joueurs. Les Bleus abordent l'Euro sans pression en laissant clairement entendre que même s'ils ne vont pas le galvauder, ils n'en font pas une priorité, préférant mettre l'accent sur la défense de leur titre olympique en août.
La France débute bien en remportant facilement ses deux premiers matchs face à la Macédoine (30-23) et la Serbie (36-26). Mais dès le troisième match face son hôte, la Pologne, elle montre des lacunes en s'inclinant nettement 25 à 31. Elle est toutefois qualifiée pour le tour principal avec 2 points.
Après deux victoires confortables et probantes contre la Biélorussie (34-23) et surtout la Croatie (32-24), elle retombe dans ses travers en s'inclinant 24 à 29 lors du match décisif qui l'oppose à la Norvège au cours duquel elle ne semble jamais être en mesure de prendre l'ascendant sur une défense norvégienne intraitable. Ecartée du dernier carré, elle termine la compétition sur une bonne note en battant le Danemark 29 à 26 pour se classer à une honorable cinquième place.

## Présentation

### Qualification
|   | Équipe       | Pts | J | G | N | P | Bp  | Bc  | Diff |  | Résultats (dom.\ext.) |       |       |       |       |
| - | ------------ | --- | - | - | - | - | --- | --- | ---- |  | --------------------- | ----- | ----- | ----- | ----- |
| 1 | France       | 12  | 6 | 6 | 0 | 0 | 201 | 145 | 56   |  | France                |       | 35-24 | 41-25 | 31-23 |
| 2 | Macédoine    | 7   | 6 | 3 | 1 | 2 | 161 | 154 | 7    |  | Macédoine             | 25-27 |       | 32-28 | 27-20 |
| 3 | Rép. tchèque | 5   | 6 | 2 | 1 | 3 | 163 | 185 | -22  |  | Rép. tchèque          | 24-34 | 27-27 |       | 29-25 |
| 4 | Suisse       | 0   | 6 | 0 | 0 | 6 | 135 | 176 | -41  |  | Suisse                | 24-33 | 17-26 | 26-30 |       |

### Maillots
L'équipe de France porte pendant l'Euro 2016 un maillot confectionné par l'équipementier Adidas.
| Couleurs | Bleu, blanc et rouge |
| Marque   | Adidas               |
| Domicile | Extérieur            |

### Matchs de préparation
La deuxième étape de la Golden League s'est déroulée du 7 au 10 janvier 2016 en France. Elle est remportée par la France après deux victoires face à la Norvège et au Danemark et une défaite face au Qatar, l'équipe invitée de cette étape.
| Équipe 1 | Résultat | Équipe 2 |
| -------- | -------- | -------- |
| France   | 27-26    | Norvège  |
| Qatar    | 28-25    | France   |
| France   | 36-28    | Danemark |

### Effectif
Parmi les absents, plusieurs joueurs ont dû déclarer forfait à cause de blessures ;
- William Accambray
- Xavier Barachet
- Baptiste Bonnefond
- Jérôme Fernandez
- Mathieu Grébille
- Timothey N'Guessan
- Kévynn Nyokas

De plus, d'autres joueurs n'ont pas été sélectionnés par le staff :
- Benjamin Afgour
- Igor Anic
- Cyril Dumoulin (a participé aux matchs de préparation)
- Nicolas Claire (a participé aux matchs de préparation)
- Guillaume Joli
- Wesley Pardin (a participé aux matchs de préparation)
- Nicolas Tournat.

## Résultats

### Tour préliminaire
|   | Équipe     | Pts | J | G | N | P | Bp | Bc | Diff | Dép |
| - | ---------- | --- | - | - | - | - | -- | -- | ---- | --- |
| 1 | Pologne    | 6   | 3 | 3 | 0 | 0 | 84 | 76 | 8    | 0   |
| 2 | France (T) | 4   | 3 | 2 | 0 | 1 | 91 | 80 | 11   | 0   |
| 3 | Macédoine  | 1   | 3 | 0 | 1 | 2 | 73 | 81 | -8   | 0   |
| 4 | Serbie     | 1   | 3 | 0 | 1 | 2 | 81 | 92 | -11  | 0   |

| 15.01.2016 - 18h00 | France | 30 | 23 | Macédoine |
| 17.01.2016 - 18h15 | Serbie | 26 | 36 | France    |
| 19.01.2016 - 20h30 | France | 25 | 31 | Pologne   |

| 15 janvier 2016 18h00 | France             | 30 - 23 | Macédoine       | Tauron Arena, Cracovie Affluence : 9 000 Arbitrage : Gjeding, Hansen |
| 15 janvier 2016 18h00 | Cédric Sorhaindo 6 | (12-12) | Kiril Lazarov 9 | Tauron Arena, Cracovie Affluence : 9 000 Arbitrage : Gjeding, Hansen |
| 15 janvier 2016 18h00 | ×2 ×6 ×1           | Rapport | ×3 ×7           | Tauron Arena, Cracovie Affluence : 9 000 Arbitrage : Gjeding, Hansen |

| 17 janvier 2016 18h15 | Serbie        | 26 - 36 | France           | Tauron Arena, Cracovie Affluence : 10 900 Arbitrage : Johansson, Kliko |
| 17 janvier 2016 18h15 | Žarko Šešum 7 | (16-19) | Olivier Nyokas 8 | Tauron Arena, Cracovie Affluence : 10 900 Arbitrage : Johansson, Kliko |
| 17 janvier 2016 18h15 | ×3 ×7         | Rapport | ×2               | Tauron Arena, Cracovie Affluence : 10 900 Arbitrage : Johansson, Kliko |

| 19 janvier 2016 20h30 | France        | 25 - 31 | Pologne          | Tauron Arena, Cracovie Affluence : 14 854 Arbitrage : López, Ramírez |
| 19 janvier 2016 20h30 | Abalo, Mahé 5 | (12-15) | Karol Bielecki 9 | Tauron Arena, Cracovie Affluence : 14 854 Arbitrage : López, Ramírez |
| 19 janvier 2016 20h30 | ×2 ×3         | Rapport | ×4 ×6            | Tauron Arena, Cracovie Affluence : 14 854 Arbitrage : López, Ramírez |

### Tour principal
Les résultats des matches joués lors du tour préliminaire sont conservés lors de ce tour principal, sauf celui joué contre l'équipe éliminée.
|   | Équipe      | Pts | J | G | N | P | Bp  | Bc  | Diff | Dép |
| - | ----------- | --- | - | - | - | - | --- | --- | ---- | --- |
| 1 | Norvège     | 9   | 5 | 4 | 1 | 0 | 153 | 141 | 12   | 0   |
| 2 | Croatie     | 6   | 5 | 3 | 0 | 2 | 153 | 134 | 19   | +6  |
| 3 | France (T)  | 6   | 5 | 3 | 0 | 2 | 145 | 130 | 15   | +2  |
| 4 | Pologne     | 6   | 5 | 3 | 0 | 2 | 128 | 142 | -14  | -8  |
| 5 | Biélorussie | 2   | 5 | 1 | 0 | 4 | 128 | 151 | -23  | 0   |
| 6 | Macédoine   | 1   | 5 | 0 | 1 | 4 | 130 | 149 | -19  | 0   |

| 21 janvier 2016 18h15 | France | 34 | 23 | Biélorussie |
| 23 janvier 2016 18h15 | France | 32 | 24 | Croatie     |
| 27 janvier 2016 18h15 | France | 24 | 29 | Norvège     |

| 21 janvier 2016 18h15 | France             | 34–23   | Biélorussie           | Tauron Arena, Cracovie Affluence : 6 900 Arbitrage : Johansson, Kliko |
| 21 janvier 2016 18h15 | Nikola Karabatic 9 | (20–5)  | Aliaksei Khadkevich 9 | Tauron Arena, Cracovie Affluence : 6 900 Arbitrage : Johansson, Kliko |
| 21 janvier 2016 18h15 | ×3                 | Rapport | ×3 ×2                 | Tauron Arena, Cracovie Affluence : 6 900 Arbitrage : Johansson, Kliko |

| 23 janvier 2016 18h15 | France      | 32–24   | Croatie           | Tauron Arena, Cracovie Affluence : 10 600 Arbitrage : Horáček, Novotný |
| 23 janvier 2016 18h15 | Luc Abalo 6 | (16–10) | Domagoj Duvnjak 5 | Tauron Arena, Cracovie Affluence : 10 600 Arbitrage : Horáček, Novotný |
| 23 janvier 2016 18h15 | ×2 ×3       | Rapport | ×3 ×5 ×1          | Tauron Arena, Cracovie Affluence : 10 600 Arbitrage : Horáček, Novotný |

| 27 janvier 2016 18h15 | France            | 24–29   | Norvège               | Tauron Arena, Cracovie Affluence : 10 200 Arbitrage : Geipel, Helbig |
| 27 janvier 2016 18h15 | Daniel Narcisse 7 | (11–12) | Kent Robin Tønnesen 6 | Tauron Arena, Cracovie Affluence : 10 200 Arbitrage : Geipel, Helbig |
| 27 janvier 2016 18h15 | ×2 ×3             | Rapport | ×2 ×7                 | Tauron Arena, Cracovie Affluence : 10 200 Arbitrage : Geipel, Helbig |

### Match pour la5eplace
| 29 janvier 2016 18h30 | France     | 29 - 26   | Danemark  | Halle du Centenaire, Wrocław Affluence : 4 500 Arbitrage : López, Ramírez |
| 29 janvier 2016 18h30 | Kounkoud 8 | (15 - 13) | Balling 7 | Halle du Centenaire, Wrocław Affluence : 4 500 Arbitrage : López, Ramírez |
| 29 janvier 2016 18h30 | ×3 ×1      | Rapport   | ×3        | Halle du Centenaire, Wrocław Affluence : 4 500 Arbitrage : López, Ramírez |

## Statistiques et récompenses

### Récompenses
Aucun joueur n'a été élu dans l'équipe-type de la compétition, bien que Thierry Omeyer, Michaël Guigou, Luc Abalo, Nikola Karabatic et Cédric Sorhaindo ont figuré parmi les 5 joueurs présélectionnés à leurs postes.

### Statistiques collectives
Lors du match face à la  Biélorussie, la France a établi le plus grand écart de buts à la mi-temps avec +15 buts (20-5).

### Buteurs
| Rang  | Joueur           | Tot. | Tirs | %      | Ch. | 7m | MJ | Moy. | Carton jaune | Suspension | Carton rouge | Temps de jeu    |
| ----- | ---------------- | ---- | ---- | ------ | --- | -- | -- | ---- | ------------ | ---------- | ------------ | --------------- |
| 1     | Nikola Karabatic | 26   | 47   | 55,3 % | 26  | 0  | 7  | 3,7  | 2            | 2          | 0            | 4 h 31 min 32 s |
| 2     | Luc Abalo        | 24   | 36   | 66,7 % | 24  | 0  | 6  | 4,0  | 1            | 3          | 0            | 4 h 44 min 22 s |
| 3     | Cédric Sorhaindo | 23   | 30   | 76,7 % | 23  | 0  | 7  | 3,3  | 1            | 1          | 0            | 4 h 45 min 17 s |
| 4     | Michaël Guigou   | 21   | 32   | 65,6 % | 7   | 14 | 7  | 3,0  | 0            | 1          | 0            | 4 h 7 min 7 s   |
| 5     | Daniel Narcisse  | 19   | 35   | 54,3 % | 19  | 0  | 7  | 2,7  | 2            | 1          | 0            | 3 h 36 min 26 s |
| 6     | Kentin Mahé      | 18   | 25   | 72 %   | 13  | 5  | 6  | 3,0  | 2            | 0          | 0            | 3 h 8 min 51 s  |
| 7     | Valentin Porte   | 17   | 31   | 54,8 % | 17  | 0  | 7  | 2,4  | 5            | 6          | 0            | 4 h 39 min 5 s  |
| 8     | Olivier Nyokas   | 16   | 26   | 61,5 % | 16  | 0  | 7  | 2,3  | 0            | 0          | 0            | 1 h 9 min 43 s  |
| 9     | Luka Karabatic   | 11   | 11   | 100 %  | 11  | 0  | 7  | 1,6  | 2            | 7          | 1            | 4 h 39 min 20 s |
| 10    | Benoît Kounkoud  | 11   | 16   | 68,8 % | 7   | 4  | 7  | 1,6  | 0            | 0          | 0            | 1 h 58 min 52 s |
| 11    | Nedim Remili     | 10   | 24   | 41,7 % | 10  | 0  | 7  | 1,4  | 1            | 1          | 0            | 1 h 42 min 56 s |
| 12    | Théo Derot       | 7    | 13   | 53,8 % | 7   | 0  | 7  | 1,0  | 0            | 0          | 0            | 0 h 41 min 50 s |
| 13    | Ludovic Fabregas | 3    | 4    | 75 %   | 3   | 0  | 7  | 0,4  | 0            | 1          | 0            | 1 h 13 min 30 s |
| 14    | Samuel Honrubia  | 2    | 2    | 100 %  | 2   | 0  | 7  | 0,3  | 0            | 0          | 0            | 0 h 36 min 35 s |
| 15    | Thierry Omeyer   | 1    | 1    | 100 %  | 1   | 0  | 7  | 0,1  | 0            | 0          | 0            | 4 h 52 min 30 s |
| 16    | Adrien Dipanda   | 1    | 3    | 33,3 % | 1   | 0  | 2  | 0,5  | 0            | 0          | 0            | 0 h 24 min 34 s |
| 17    | Vincent Gérard   | 0    | 0    | -      | 0   | 0  | 7  | 0    | 0            | 0          | 0            | 2 h 7 min 30 s  |
| Total | Total            | 210  | 336  | 62,5 % | 187 | 23 | 7  | 30   | 16           | 23         | 1            | 7 h 0 min 0 s   |

### Gardiens de but
| Rang  | Nom            | %      | Arrêts | Tirs | MJ | Moy. | Temps de jeu    |
| ----- | -------------- | ------ | ------ | ---- | -- | ---- | --------------- |
| 1     | Vincent Gérard | 37,0 % | 17     | 54   | 7  | 4,9  | 2 h 7 min 30 s  |
| 2     | Thierry Omeyer | 35,1 % | 67     | 191  | 7  | 9,6  | 4 h 52 min 30 s |
| Total | Total          | 35,6 % | 101    | 283  | 7  | 14,4 | 9 h 0 min 0 s   |